# Малагский кинофестиваль

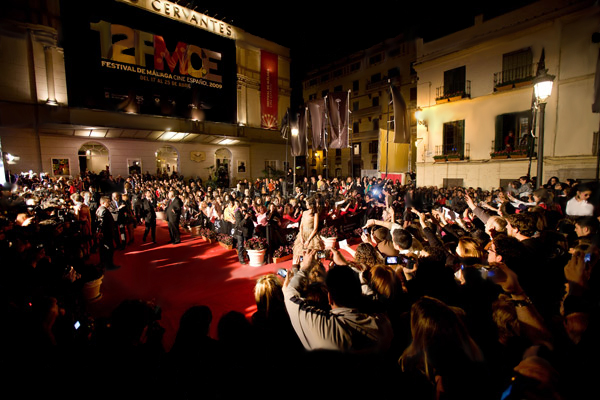
Красная ковровая дорожка Малагского кинофестиваля

Малагский фестиваль испанского кино (исп. Festival de Málaga Cine Español, сокр. FMCE) — испанский кинофестиваль, ежегодно проходящий в Малаге с целью продвижения испанского кинематографа. Второй по значимости смотр кино в Испании после Кинофестиваля в Сан-Себастьяне. С 2008 года кинофестиваль проводится в апреле. Главный приз Малагского кинофестиваля — «Золотая биснага». В номинациях «Выбор критики» и «Лучшая режиссура» вручается приз «Серебряная биснага». Конкурсный просмотр кинолент проходит в Театре Сервантеса, театре Эчегарай и кинотеатре «Альбенис».
Первый кинофестиваль в Малаге состоялся с 9 по 17 марта 1998 года. Его почётным гостем стал Фернандо Фернан Гомес, в рамках кинофестиваля состоялся ретроспективный показ работ Мончо Армендариса.